# Солиго, Мелисса
Мели́сса Соли́го (англ. Melissa Soligo; род. 7 февраля 1969, Трейл, Британская Колумбия) — канадская кёрлингистка и тренер по кёрлингу.
В составе женской команды Канады участвовала в чемпионате мира 1991 (стали серебряными призёрами). Также участвовала в зимних Олимпийских играх 1992 года, где кёрлинг был представлен как демонстрационный вид спорта и где женская команда Канады завоевала бронзовую медаль. Чемпионка Канады среди женщин (1991).

## Достижения
- Зимние Олимпийские игры: бронза (1992; демонстрационный вид спорта).
- Чемпионат мира по кёрлингу среди женщин: серебро (1991).
- Чемпионат Канады по кёрлингу среди женщин: золото (1991), серебро (1992).

- Почётный приз Joan Mead Builder Award (вручается на чемпионате Канады среди женщин, за вклад в развитие женского кёрлинга в Канаде): 2018[2].

## Команды
| Сезон   | Четвёртый      | Третий         | Второй          | Первый         | Запасной           | Турниры                   |
| ------- | -------------- | -------------- | --------------- | -------------- | ------------------ | ------------------------- |
| 1987—88 | Colleen Hannah | Мелисса Солиго | Lori Atkins     | Tracy Butt     |                    | ЧКЮ 1988 (4 место)        |
| 1988—89 | Джулия Саттон  | Пэт Сандерс    | Джорджина Хоукс | Мелисса Солиго | Диана Нельсон      | ЧК 1989 (5 место)         |
| 1990—91 | Джулия Саттон  | Джоди Саттон   | Мелисса Солиго  | Кэрри Уилмс    | Элейн Дагг-Джексон | ЧК 1991 · ЧМ 1991         |
| 1991—92 | Джулия Саттон  | Джоди Саттон   | Мелисса Солиго  | Кэрри Уилмс    | Элейн Дагг-Джексон | ЗОИ 1992 (демо) · ЧК 1992 |
| 1992—93 | Джулия Саттон  | Джоди Саттон   | Мелисса Солиго  | Кэрри Уилмс    | Элейн Дагг-Джексон | ЧК 1993 (4 место)         |

(скипы выделены полужирным шрифтом)

## Результаты как тренера национальных сборных
| Год  | Турнир                                                 | Сборная                        | Место |
| ---- | ------------------------------------------------------ | ------------------------------ | ----- |
| 2002 | Тихоокеанско-азиатский чемпионат по кёрлингу 2002      | Республика Корея (мужчины)     | 1     |
| 2004 | Чемпионат мира по кёрлингу среди юниоров 2004          | Республика Корея (юниоры муж.) | 4     |
| 2004 | Тихоокеанско-азиатский чемпионат по кёрлингу 2004      | Республика Корея (женщины)     | 3     |
| 2016 | Чемпионат мира по кёрлингу среди смешанных команд 2016 | Канада (смеш. команда)         | 5     |

## Частная жизнь
Закончила Викторианский университет.